# 506
Năm 506 là một năm trong lịch Julius.